# Seriata
Seriata é uma ordem de vermes achatados pertencentes ao filo Platyhelminthes, classe Turbellaria. Esses animais podem ser encontrados no mar, nas águas doces, em rios subterrâneos e em ambiente terrestre (no caso dos platelmintos terrestres, subordem Terricola). Incluem as mais conhecidas espécies de planárias.